# Missió Cluster
La missió Cluster és una missió espacial no tripulada de l'Agència Espacial Europea (ESA) que estudia la magnetosfera terrestre usant quatre sondes idèntiques que orbiten la Terra en formació tetraèdrica.
La primera vegada que es va proposar la missió Cluster va ser al novembre de 1982, i després de passar una llarga sèrie de comitès, les quatre sondes Cluster originals es van perdre en fallar el llançament de l'Ariane 5 el 4 de juny de 1996. Des del primer moment es va proposar llançar un cinquè satèl·lit Cluster (anomenat Phoenix), però per temor a no aconseguir els resultats científics esperats, es van construir finalment quatre sondes Cluster iguals a les anteriorment malmeses, que van ser llançades en 2000 per un coet Soiuz-Fregat.

## La missió: 4 satèl·lits, 4 dimensions
La constel·lació de satèl·lits investiga la magnetosfera de la Terra, la capa de l'atmosfera que ens protegeix del vent solar. Els satèl·lits FM5 a FM8 (FM1 a FM4 van ser els que es van perdre en el llançament fallit de 1996) recullen dades sobre la col·lisió del vent solar amb el camp magnètic de la terra en tres dimensions, com varien aquestes dades amb el temps i els efectes que es produeixen en l'atmosfera terrestre, com per exemple, les aurores.
Un dels objectius de la missió és predir el temps espacial i les interrupcions en les comunicacions amb els satèl·lits causades pel vent solar.
Els satèl·lits tenen forma cilíndrica (290 x 130 cm) i giren unes 15 vegades per minut. Els seus panells solars els proveeixen d'uns 224 watts per als seus instruments i per a les comunicacions.

### Llançaments al juliol i agost de 2000
El 16 de juliol un coet Soiuz-Fregat es va llançar des del cosmòdrom de Baikonur amb dos dels satèl·lits Cluster (anomenats Salsa i Samba) en el seu interior, fins a una òrbita a 19.000 km d'altura. Els satèl·lits van usar els seus propis sistemes de propulsió per aconseguir una òrbita a 119.000 km en tan sols 57 hores.
Tres setmanes després, el 9 d'agost de 2000, un altre coet Soiuz-Fregat va ser llançat per desplegar les dues sondes Cluster fins a òrbites similars.
Les quatre sondes maniobren formant diverses formes geomètriques per estudiar les característiques magnètiques de l'atmosfera superior. El combustible usat en aquestes maniobres ha fet que el pes total de les sondes es reduís a la meitat després del llançament.

### Constel·lació Cluster des de finals de 2003
Al desembre de 2003 les quatre Cluster van formar una estructura piramidal d'uns 200 quilòmetres de separació entre elles, distància que s'ha estès durant el 2005, és de diversos centenars de quilòmetres més.
Les òrbites tan el·líptiques que tenen cadascun dels satèl·lits, els porta a moltes regions diferents de la magnetosfera, permetent-los estudiar diferents efectes magnètics:
- partícules carregades
- camps elèctrics i magnètics
- interaccions entre les partícules carregades del vent solar i el camp magnètic terrestre

## Missió "Double Star"
A finals del 2003 i mitjans del 2004, la Xina i l'ESA van llançar els seus satèl·lits Double Star que treballen de forma conjunta amb Cluster, realitzant mesures simultànies amb distàncies molt majors.